# Булдхана
Булдхана (англ. Buldhana) — город на севере индийского штата Махараштра. Административный центр округа Булдхана. Средняя высота над уровнем моря — 638 метров. По данным всеиндийской переписи 2001 года, в городе проживало 62 979 человек, из которых мужчины составляли 52 %, женщины — соответственно 48 %. Уровень грамотности взрослого населения составлял 82 % (при общеиндийском показателе 59,5 %). 13 % населения было моложе 6 лет.